# Chorisops marginata
Chorisops marginata är en tvåvingeart som beskrevs av Frey 1960. Chorisops marginata ingår i släktet Chorisops och familjen vapenflugor.
Artens utbredningsområde är Myanmar. Inga underarter finns listade i Catalogue of Life.